# Electricidad estática
Para la ciencia que estudia las cargas estáticas, véase Electrostática

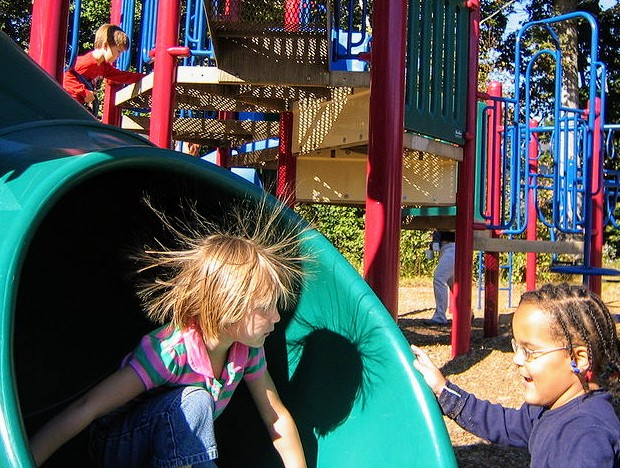
Los cabellos de la niña se repelen entre sí por causa de la carga eléctrica positiva adquirida por medio del contacto con el tobogán.

El término electricidad estática se refiere a la acumulación de un exceso de carga eléctrica (positivas o negativas) en un material conductor o aislante. Los efectos de la electricidad estática son familiares para la mayoría de las personas porque pueden ver, notar e incluso llegar a sentir las chispas de las descargas que se producen cuando se acerca el objeto con exceso de carga a un buen conductor eléctrico (como uno conectado a una toma de tierra) u otro objeto con un exceso de carga pero con la polaridad opuesta.

## Historia
El fenómeno de la electricidad estática es conocido desde la antigüedad, aproximadamente desde el siglo VI a. C. La investigación científica sobre este fenómeno comenzó cuando se pudieron construir máquinas capaces de generar electricidad estática, como el generador electrostático construido por William Thomson en el siglo XIX. La relación entre la electricidad estática y las nubes de tormenta no fue demostrada hasta el 1850 por Michael Faraday.
Michael Faraday publicó en 1832 los resultados de sus experimentos sobre la naturaleza de lo que hasta entonces se pensaba que eran diferentes tipos de electricidad, demostrando que la electricidad inducida con un imán, la electricidad fotovoltaica producida por una pila voltaica y la electricidad estática eran del mismo tipo. A partir de este momento el estudio de la electricidad estática quedó dentro de la electricidad en general.

## Causas de la electricidad estática

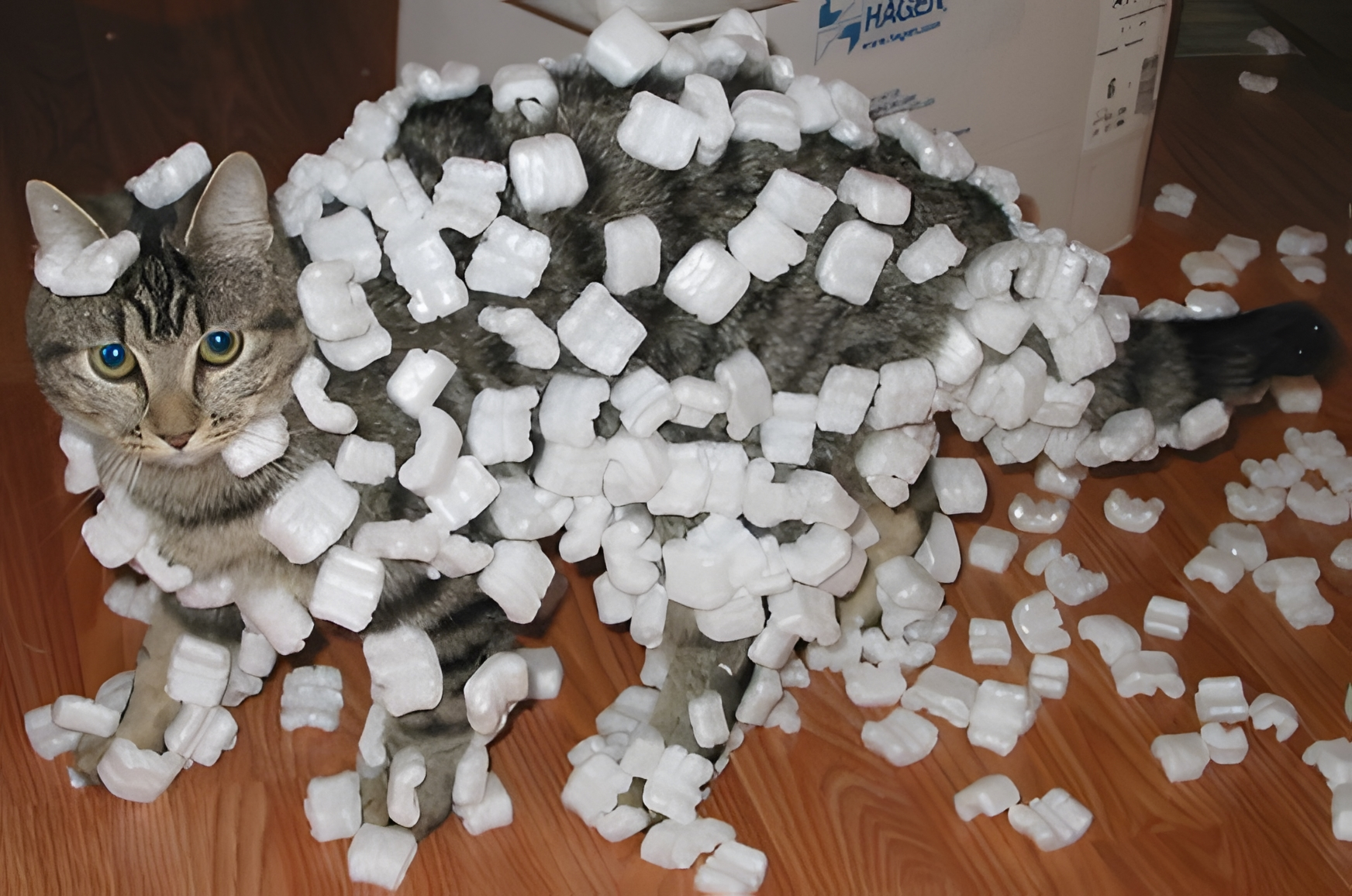
Perlas de poliestireno adheridas al pelaje de un gato debido al efecto triboeléctrico.

Los materiales con los que tratamos en nuestra vida diaria están formados por átomos y moléculas que son eléctricamente neutros porque tienen el mismo número de cargas positivas (protones en el núcleo) que de cargas negativas (electrones alrededor del núcleo). El fenómeno de la electricidad estática requiere de una separación sostenida entre las cargas positivas y negativas. A continuación se muestran las principales causas para que esto sea posible.

### Inducción de la separación de cargas por contacto
Los electrones pueden ser intercambiados entre dos materiales por contacto y, además, los materiales que tienen unos electrones débilmente ligados tienen tendencia a perderlos mientras que los materiales que no tienen llenas las capas externas de electrones tienen tendencia a ganarlos. Este fenómeno es conocido como triboelectricidad y da como resultado que uno de los objetos que se han puesto en contacto quede cargado positivamente mientras el otro se carga negativamente. La polaridad y la cantidad de la carga neta que queda a cada material cuando se separan dependerá de sus posiciones relativas en la serie triboeléctrica (una lista que clasifica los materiales en función de su polaridad y su capacidad de adquirir carga). El efecto triboeléctrico es la causa principal de la electricidad estática que observamos en nuestra vida diaria e incluye la que se produce por rozamiento de diferentes materiales.

### Separación de cargas inducida por la presión
Algunos tipos de cristales y cerámica tienen la propiedad de generar una separación de cargas en respuesta a la aplicación de un esfuerzo mecánico, es lo que se denomina piezoelectricidad, esta es un fenómeno presentado por determinados cristales que al ser sometidos a tensiones mecánicas adquieren una polarización eléctrica en su masa.

### Separación de cargas inducida por la temperatura
Algunos minerales, como la turmalina, presentan la capacidad de ser polarizados por efecto del calor, es lo que se conoce como piroelectricidad o efecto piroeléctrico. Todos los materiales piroeléctricos son también piezoeléctricos, las dos propiedades están estrechamente relacionadas entre sí.
La piroelectricidad es la capacidad de cambiar la polarización de algunos materiales sometidos a cambios de temperatura generando un potencial eléctrico, producido por el movimiento de las cargas positivas y negativas a los extremos opuestos de la superficie a través de la migración.

### Separación de cargas inducida por la presencia de un objeto cargado
Un objeto cargado, puesto cerca de otro eléctricamente neutro, causará la separación de las cargas del otro, dado que las cargas de la misma polaridad se repelen mientras que las de diferente polaridad se atraen. Como la fuerza debida a la interacción entre las cargas eléctricas disminuye rápidamente con el aumento de la distancia, el efecto será mayor si están muy cerca. Este efecto es mayor cuando el objeto inicialmente neutro es un conductor eléctrico porque las cargas tienen más facilidad para moverse.
Es posible inducir una separación de cargas y si el objeto está convenientemente conectado a tierra dejarlo cargado permanentemente. Este es el sistema que utiliza el generador de Van de Graaff, un aparato habitualmente utilizado para demostrar los efectos de la electricidad estática.

## Descarga electrostática
La chispa asociada a la electricidad estática está causada por la descarga electrostática que se produce cuando el exceso de carga es neutralizado por un flujo de cargas desde el entorno al objeto cargado o desde este hacia su entorno. En general, una acumulación significativa de cargas sólo puede ser persistente en zonas de baja conductividad eléctrica, en un entorno donde muy pocas cargas se pueden mover libremente. El flujo de las cargas neutralizadoras se genera a menudo a partir de átomos y moléculas neutras del aire que son separados para formar cargas positivas y negativas, entonces se mueven en direcciones opuestas como una corriente eléctrica, neutralizando la acumulación original de cargas. El aire se rompe de esta manera alrededor de unos 30 000 voltios por centímetro, este valor depende de la humedad. La descarga calienta el aire de alrededor y produce una chispa brillante, también provoca una onda de choque que es la causante del sonido que se puede llegar a escuchar.
El choque eléctrico que notamos cuando recibimos una descarga electrostática se debe a la estimulación de los nervios cuando la corriente neutralizadora fluye a través del cuerpo humano. Gracias a la presencia de agua que hay en todo el cuerpo y que se mueve, las acumulaciones de carga no llegan a ser lo suficientemente importantes como para causar corrientes peligrosas.
Una persona que camina sobre una alfombra puede fácilmente cargarse hasta de 5000 voltios y producir una descarga de pulsación de 30 amperios en un circuito electrónico sensible.

### Rayo

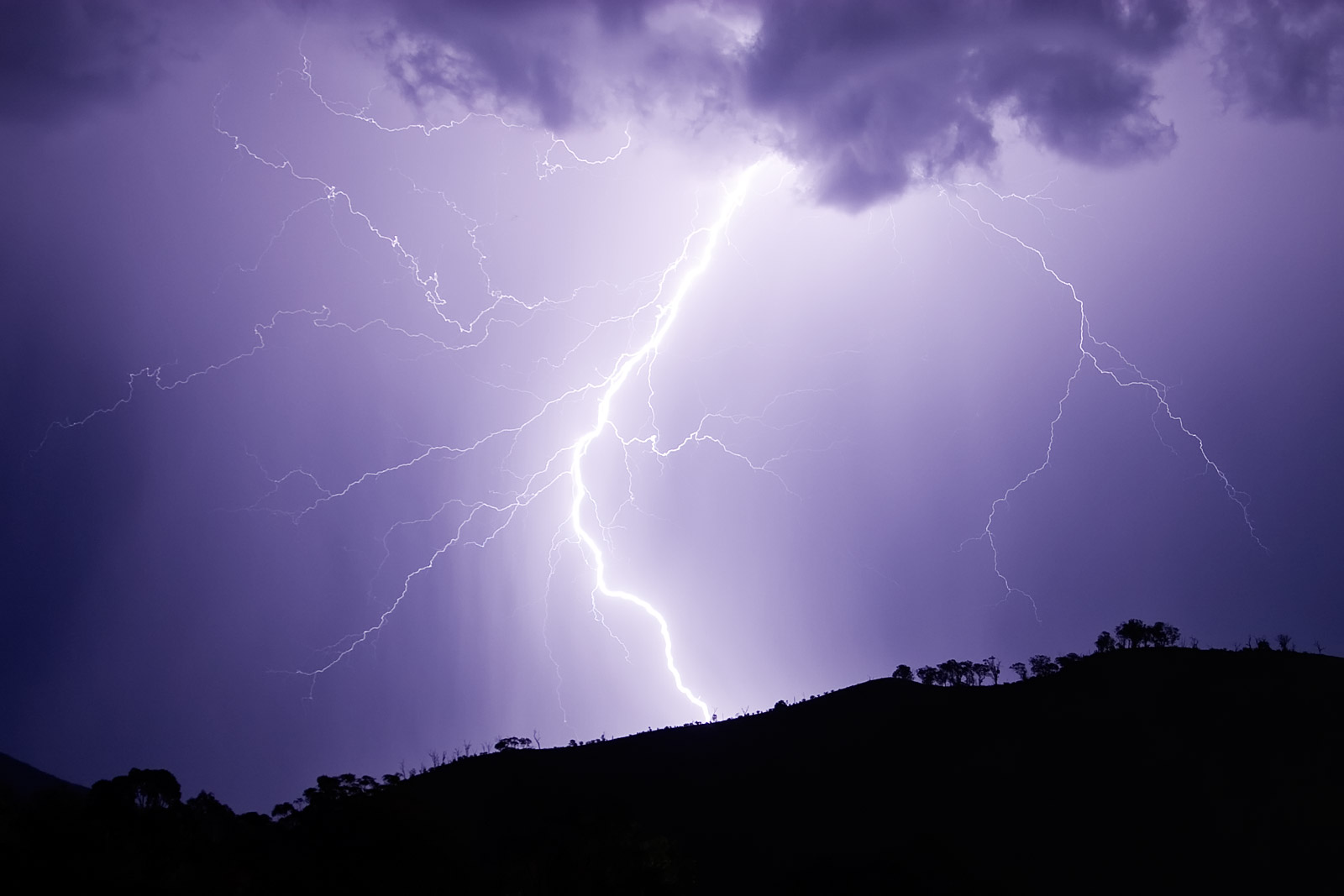
El rayo es una descarga electrostática natural.

El rayo es un ejemplo de una descarga electrostática que se puede observar en la naturaleza. Aunque los detalles no están del todo claros, se considera que la separación de las cargas está relacionada con el contacto que se produce entre las partículas de hielo que forman las nubes de tormenta. Pero sea cual sea la causa, el rayo resultante no es otra cosa que una versión a gran escala de las chispas que podemos observar en las descargas electrostáticas domésticas. La emisión de luz por la descarga calienta el aire que hay alrededor del canal que sigue la corriente eléctrica y lo hace hasta una temperatura que produce luz por incandescencia. El sonido del trueno es el resultado de la onda de choque que se crea por la rápida expansión del aire sobre calentado.

## Peligros

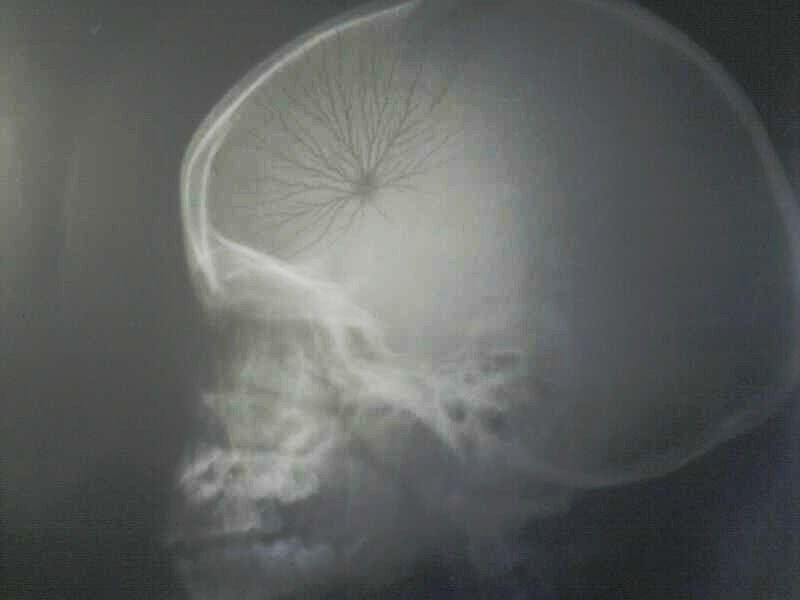
Efecto de una descarga de electricidad estática sobre la superficie de un film radiográfico. La descarga ha dibujado un patrón característico en forma de "árbol". Este es un ejemplo típico de un artefacto radiográfico.

A pesar de su naturaleza, aparentemente inocua, según nuestra experiencia en la vida diaria, la electricidad estática puede tener efectos peligrosos no despreciables en situaciones en las que la acumulación de cargas se produce en presencia de materiales o dispositivos sensibles.

### Componentes electrónicos
Muchos componentes electrónicos, en especial los dispositivos semiconductores, son extremadamente sensibles a la presencia de la electricidad estática y pueden ser dañados por una descarga electrostática.

### Industria química
Las descargas electrostáticas pueden resultar muy peligrosas en lugares donde se trata con sustancias inflamables. Una pequeña chispa es capaz de iniciar la ignición de varias mezclas explosivas con consecuencias devastadoras. Es el caso de las fábricas que trabajan con sustancias en polvo en presencia de materiales combustibles o explosivos.

### Exploración del espacio
Debido a la humedad extremadamente baja que hay en el medio extraterrestre, es posible que se produzcan grandes acumulaciones de cargas estáticas que son un peligro importante para los dispositivos electrónicos que se utilizan en los vehículos espaciales. También representa un riesgo para los astronautas, el hecho de caminar sobre un terreno tan seco, como lo es el de la Luna o el de Marte, provoca la acumulación de una cantidad significativa de cargas eléctricas que puede provocar descargas electrostáticas capaces de dañar los aparatos electrónicos.

### Operaciones de repostaje
Si se produce una descarga electrostática en presencia de combustible y su voltaje es suficientemente grande, puede provocar la ignición de los vapores que se desprenden del combustible. Este es un peligro presente en las estaciones de servicio y es una de las razones por las que es aconsejado parar el motor mientras se carga el vehículo con gasolina. Este peligro también está presente en los aeropuertos, durante las operaciones de repostaje de los aviones.